# Остров Изабеллы II
Остров Изабеллы II (араб. إزابيل الثانية‎; исп. Isla de Isabel II) — центральный остров испанского архипелага Чафаринас в Средиземном море. Расположен в 4 км от североафриканского побережья, напротив марокканского города Рас-Кебдана. Площадь составляет 0,153 км², на острове есть военная база и церковь.

## Название

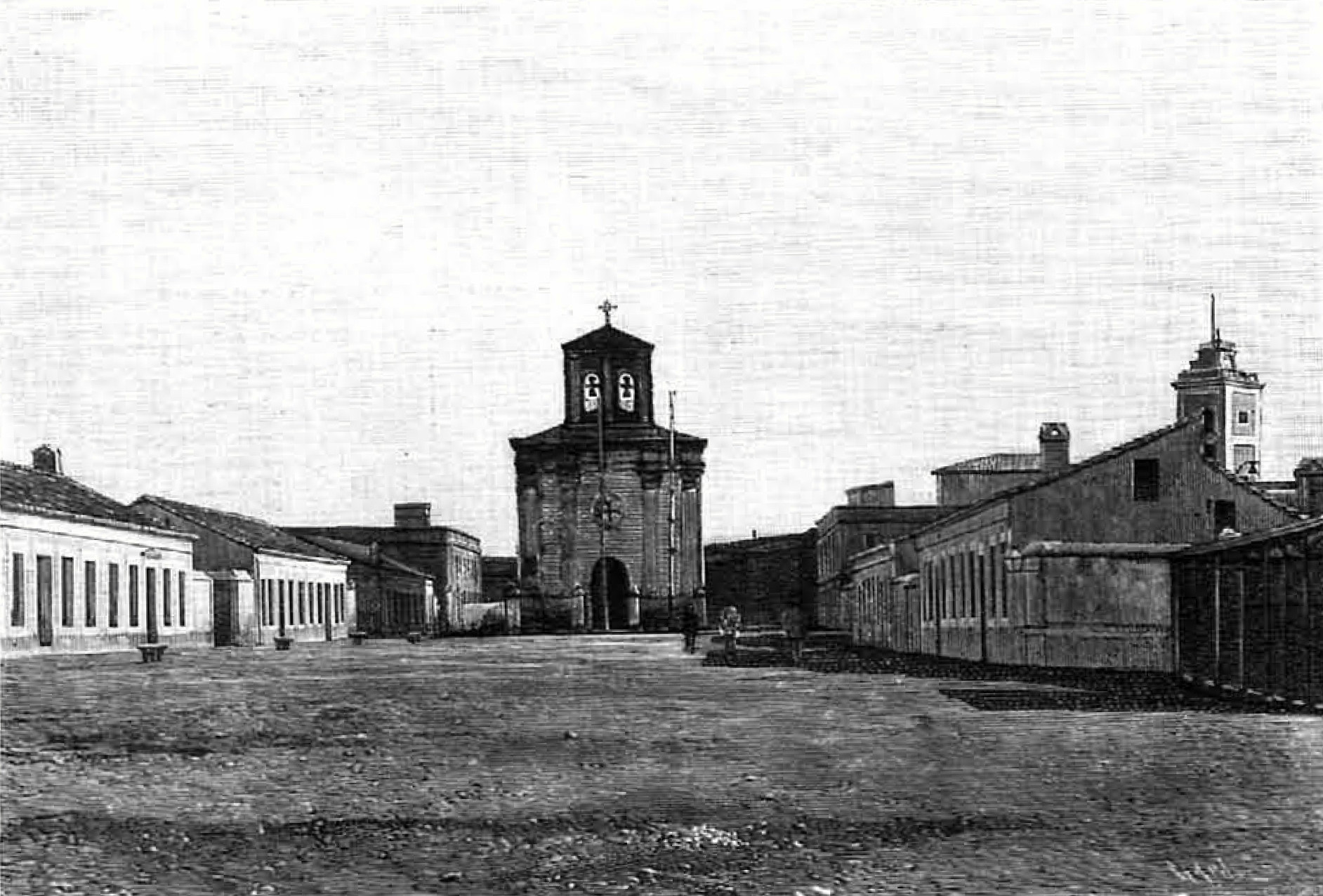
Церковь и другие здания, изображенные в La Ilustración Española y Americana в 1893 году

Остров назван в честь королевы Испании Изабеллы II (1830—1904).

## География
Имеет округлую форму, общая площадь составляет 0,153 км². Имеет плоский ландшафт в отличие от острова Конгресо, максимальная высота 35 метров над уровнем моря.

## История
Археологические останки, найденные на острове, позволяют предположить существование форпоста, предназначенного для укрытия кораблей, в I веке до нашей эры, когда североафриканское побережье находилось под правлением Юбы II.
В 1848 году вместе с двумя другими островами архипелага (Дель-Рей и Конгресо) остров был оккупирован Испанией, которая считала эту территорию terra nullius, предвидя намерения Франции сделать то же самое из Алжира. Генерал Франсиско Серрано завладел этими островами, направив два корабля из Малаги.
В марте 1849 года пришлось прекратить работу по обустройству острова Изабеллы II после сильного шторма. Тогда встал вопрос, стоило ли испанцам оставаться на архипелаге или нет.
Между 1910 и 1915 годами остров был соединен дамбой с островом Дель-Рей.
В 1922 году на остров было проведено электрическое освещение.

## Население
Является единственным обитаемым островом архипелага. В настоящее время на нём размещается военный гарнизон с персоналом министерства окружающей среды Испании, поскольку острова являются национальным заповедником, охраняемым из-за богатства их природных видов.